# Hatano Hideharu
Hatano Hideharu est un nom japonais traditionnel ; le nom de famille (ou le nom d'école), Hatano, précède donc le prénom (ou le nom d'artiste).
Hatano Hideharu (波多野 秀治, Hatano Hideharu, 1541-25 juin 1579) est le fils ainé de Hatano Harumichi et chef du clan Hatano.

## Biographie
Il est le fils de Harumichi mais, pour une raison inconnue, est adopté comme fils par Hatano Motohide. Depuis l'époque de Hatano Tanemichi, grand-père de Hideharu, le clan Hatano est vassal du puissant clan Miyoshi et de son chef Miyoshi Nagayoshi. Conformément à la tradition, Hideharu est également l'obligé de Miyoshi. La raison pour laquelle un clan aussi mineur participe au couronnement de l'empereur Ogimachi est supposée être due à l'influence de Nagayoshi.
Hideharu devient indépendant en 1565 après la mort de Nagayoshi lors de la prise du château de Yagami que Hideharu choisit comme lieu de résidence.
Cependant, les terres du clan Hatano, se trouvent sur le chemin d'Oda Nobunaga vers Kyoto et après plusieurs batailles, Hideharu se rend à Akechi Mitsuhide, général de Nobunaga. En 1576, Hideharu déclare son indépendance et se retourne contre Nobunaga. Furieux, celui-ci ordonne à Mitsuhide d'envahir la province de Tamba mais Hideharu reste dans le château et résiste pendant trois ans. Akai Naomasa, chef du principal obligé du clan Hatano, le clan Akai, aussi connu sous le nom Hatano Naomasa, meurt en défendant la forteresse Hatano du château de Kuroi contre Akechi Mitsuhide au début de la résistance en 1576.
Selon un document conservé par le clan Oda, Mitsuhide offre sa mère en otage pour permettre à Hideharu de se rendre avec dignité. Hideharu s'incline sachant qu'il ne peut pas tenir indéfiniment. Cependant, après son arrivée au château d'Azuchi pour présenter ses excuses, Hideharu est exécuté par Nobunaga. Ses troupes au château de Yagami, apprenant que Hideharu a été exécuté, tuent la mère de Mitsuhide. Cet incident tend les relations entre Nobunaga et Mitsuhide, aboutissant finalement à l'assassinat de Nobunaga par Mitsuhide lors de l'incident du Honnō-ji en 1582. Cependant, il existe peu de preuves que ces événements se sont réellement produits et il est peu probable Mitsuhide ait proposé une trêve aussi douteuse. Après la mort de Hideharu, personne n'essaye de réunir le clan Hatano et ce dernier disparaît complètement.

## Source de la traduction
- (en) Cet article est partiellement ou en totalité issu de l’article de Wikipédia en anglais intitulé « Hatano Hideharu » (voir la liste des auteurs).